# Shoreline Amphithéâtre
 (mai 2024).
La mise en forme du texte ne suit pas les recommandations de Wikipédia : il faut le « wikifier ».
Les points d'amélioration suivants sont les cas les plus fréquents. Le détail des points à revoir est peut-être précisé sur la page de discussion.
- Les titres sont pré-formatés par le logiciel. Ils ne sont ni en capitales, ni en gras.
- Le texte ne doit pas être écrit en capitales (les noms de famille non plus), ni en gras, ni en italique, ni en « petit »…
- Le gras n'est utilisé que pour surligner le titre de l'article dans l'introduction, une seule fois.
- L'italique est rarement utilisé : mots en langue étrangère, titres d'œuvres, noms de bateaux, etc.
- Les citations ne sont pas en italique mais en corps de texte normal. Elles sont entourées par des guillemets français : « et ».
- Les listes à puces sont à éviter, des paragraphes rédigés étant largement préférés. Les tableaux sont à réserver à la présentation de données structurées (résultats, etc.).
- Les appels de note de bas de page (petits chiffres en exposant, introduits par l'outil «  Source ») sont à placer entre la fin de phrase et le point final[comme ça].
- Les liens internes (vers d'autres articles de Wikipédia) sont à choisir avec parcimonie. Créez des liens vers des articles approfondissant le sujet. Les termes génériques sans rapport avec le sujet sont à éviter, ainsi que les répétitions de liens vers un même terme.
- Les liens externes sont à placer uniquement dans une section « Liens externes », à la fin de l'article. Ces liens sont à choisir avec parcimonie suivant les règles définies. Si un lien sert de source à l'article, son insertion dans le texte est à faire par les notes de bas de page.
- La présentation des références doit suivre les conventions bibliographiques. Il est recommandé d'utiliser les modèles {{Ouvrage}}, {{Chapitre}}, {{Article}}, {{Lien web}} et/ou {{Bibliographie}}. Le mode d'édition visuel peut mettre en forme automatiquement les références.
- Insérer une infobox (cadre d'informations à droite) n'est pas obligatoire pour parachever la mise en page.

Pour une aide détaillée, merci de consulter Aide:Wikification.
Si vous pensez que ces points ont été résolus, vous pouvez retirer ce bandeau et améliorer la mise en forme d'un autre article.

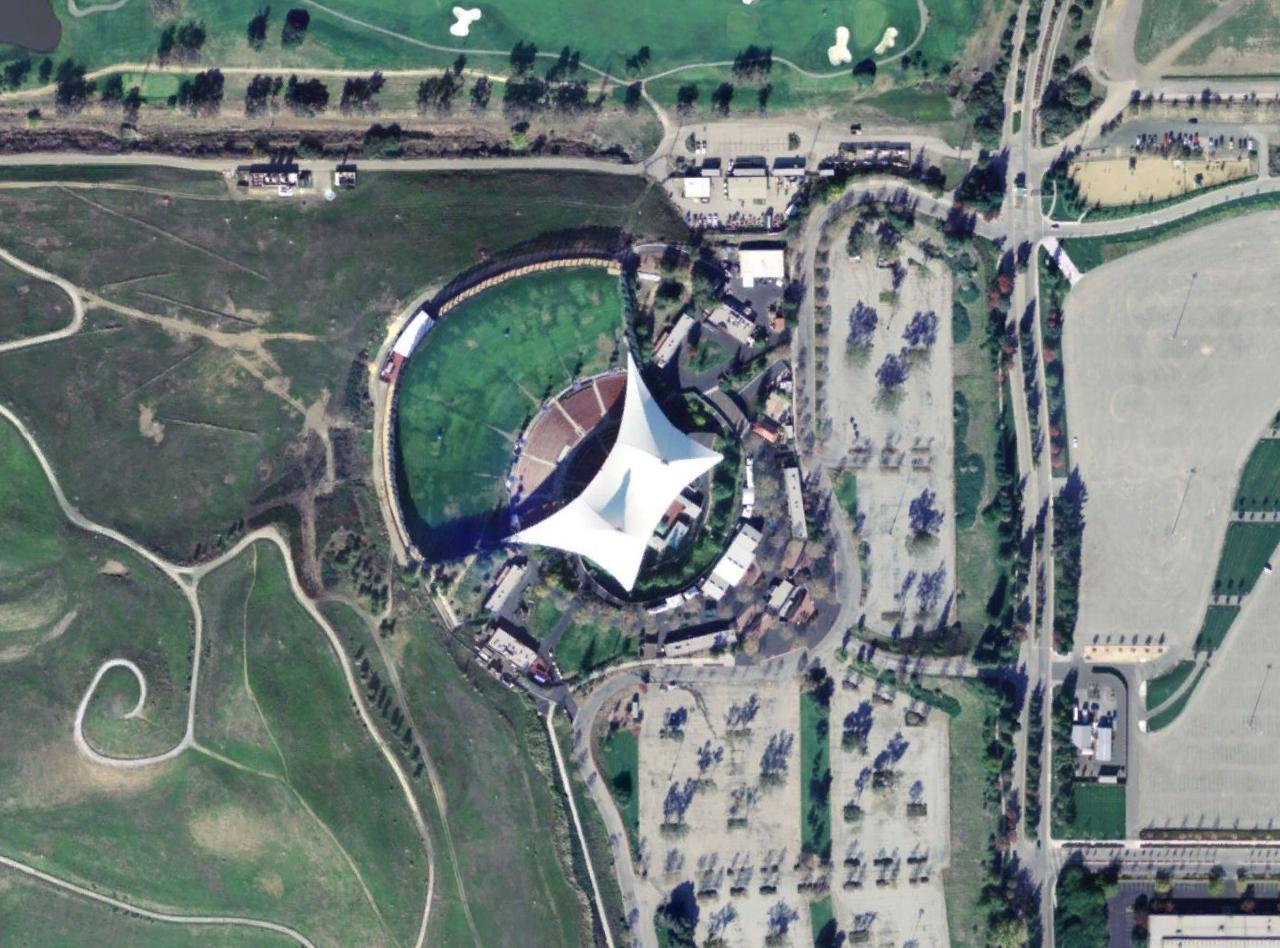
Photographie aérienne de l’amphithéâtre Shoreline, avec des places de parking et un terrain de golf contigu.

L’amphithéâtre Shoreline est un amphithéâtre en extérieur situé à Mountain View en Californie, dans la région de la baie de San Francico. Le congrès a une capacité d’accueil de 22 500, avec 6 500 places assises et 16 000 sur la pelouse. Lorsque les places de parking sont utilisées pour les festivals, le capacité totale du congrès peut atteindre les 30 000. Le congrès a accueilli des festivals de musique populaires comme le Lollapalooza et le Ozzfest, mais aussi les conférences de développeurs comme la Google I/O.

## Histoire
L’amphithéâtre a été construit en 1985–1986 par la ville de Mountain View, avec la collaboration du  promoteur local Bill Graham, dans le cadre du projet Shoreline Park. Graham a conçu l’amphithéâtre pour qu’il ressemble au logo "steal your face" de Grateful Dead.
La première saison s’est déroulée durant l’été  1986, il était planifié d’ouvrir avec un concert par le groupe The Grateful Dead, qui a été annulé à la suite du coma de Jerry Garcia. La première représentation dans l’amphithéâtre fût avec l’actrice Roseanne Barr,[réf. nécessaire]  en ouverture du concert de Julio Iglesias le 29 juin 1986.
L’amphithéâtre a accueilli la « Bay Area » édition du grand festival de musique hip-hop Rolling Loud les 21 et 22 octobre 2017. Avec en tête d’affiche les célébrités Travis Scott, Lil Wayne, et Schoolboy Q.
L’amphithéâtre a été le lieu de deux homicides. En 2015, un homme a été tué par balle dans les coulisses durant le concert de Wiz Khalifa. En 2022, un homme est mort   à la suite d'une rixe impliquant les Hells Angels durant le concert de  Chris Stapleton.

## Présentation générale
Shoreline a été longtemps une destination appréciée pour les festivals de musique importants et les tournées de concert, attirant des artistes locaux et internationaux. C’est un lieu connu par les musiciens et spectateurs grâce à sa vaste capacité et des installations haute-technologie. L'emplacement de ce théâtre est excellent pour les amateurs de concerts depuis qu’il offre assez de places de parking et facilement accessible depuis les axes routiers majeurs.

## Construit sur une ancienne décharge
Lors de sa première année d’ouverture, un fan qui assistait à un concert de Steve Winwood a allumé un briquet et mis le feu à une fuite de méthane qui s'échappait d'une ancienne décharge située sous le théâtre Plusieurs feux de petite importance ont été signalé durant cette saison. Après ces incidents, la ville de Mountain View a fait réaliser des tests de méthane afin de déterminer les endroits des vapeurs de méthane émanant du sol de l'amphithéâtre. Ces tests ont été utilisés pour développer une meilleure surveillance du méthane et une extraction plus efficace du méthane afin de garantir la sécurité de l'amphithéâtre en tant que lieu de spectacle en plein air. Finalement, la pelouse a été retirée, une couche de gaz et un équipement d'élimination du méthane ont été installés, et enfin la pelouse a pu être réinstallé.